# SARS-CoV-2-gammavariant
De SARS-CoV-2-gammavariant, ook wel gammavariant of lineage P.1 genoemd, is een van de varianten van SARS-CoV-2, het virus dat COVID-19 veroorzaakt. Ten opzichte van lineage B.1.1.28, waar P.1 van afstamt, heeft deze variant 17 aminozuursubstituties en drie deleties. Tien van de substituties zitten in het spike-eiwit, waarvan er drie van bijzonder belang zijn: N501Y, E484K en K417T.
Deze variant van SARS-CoV-2 werd op 6 januari 2021 door het Japanse National Institute of Infectious Diseases (NIID) ontdekt bij vier mensen die in Tokio waren aangekomen en vier dagen eerder Amazonas (Brazilië) hadden bezocht. Vervolgens werd verklaard dat het in Brazilië in omloop was.
Volgens het vereenvoudigde naamgevingsschema dat is voorgesteld door de Wereldgezondheidsorganisatie, is P.1 gelabeld als gammavariant en wordt het beschouwd als een zorgwekkende variant.